# Governatorato dell'Ingermanland
Il governatorato di Ingermanland, in russo Ингерманландская губерния? era una gubernija dell'Impero Russo, che occupava il territorio dell'Ingria. Istituita nel 1703, con capoluogo Šlissel'burg, esistette fino al 1710, quando venne inglobata nel governatorato di San Pietroburgo.